# 蘇裴理斯
蘇裴理斯（法語：Marie-Félix Choulet；1854年12月4日—1923年7月31日）是天主教法國籍主教及巴黎外方傳教會會士。曾任南滿宗座代牧區宗座代牧（1901年-1920年）。

## 生平
蘇裴理斯出生於y1854年12月4日，在法蘭西第二共和國东南部奧文尼-羅訥-阿爾卑斯大區萨瓦省的格雷西艾克斯河畔，1877年，他22歲時加入巴黎外方傳教會。1880年7月4日，蘇裴理斯在25歲時晉鐸。同年9月1日被派遣前往中國滿州傳教，先后驻扎过杨官堡、沙岭修院、靠山屯、小黑山和牛庄。1893年，他幾乎死於斑疹傷寒。庚子之亂期間，他與修女們逃到營口的日本人租區內。
1901年2月21日，蘇裴理斯在46歲時獲時任教宗良十三世出任成為南滿宗座代牧區宗座代牧，領銜土耳其澤拉教區主教。同年11月24日，在北京由直隸北境宗座代牧樊國樑主教主禮晉牧。同年11月24日，他在北京由八國陪同與清朝達成賠償談判。
1909年，他使用庚子之亂的赔款，重建被义和团焚毁的南关耶稣圣心主教座堂，且於1912年竣工。1920年7月1日蘇主教在65歲時榮休，並由衛忠藩接替成為南滿宗座代牧區宗座代牧。
蘇主教任內主禮晉牧1914年的善味增爵為南滿助理宗座代牧。並且，先後襄禮晉牧在1902年的閔玉清為西南蒙古宗座代牧、1911年的皮埃爾-沙勿略·穆加布爾為日本東京總教區總主教、方濟·德曼格為韓國大邱宗座代牧和1916年的葛崇德為西南蒙古宗座代牧。
1923年7月31日，蘇裴理斯主教中華民國奉天省營口去世，享年68岁。